# Jiang Ziya
Jiang Ziya, também chamado por seu apelido Shangfu, foi um general e estadista chinês que viveu entre o final da dinastia Shang e os primeiros anos da dinastia Zhou da China Antiga. Ele esteve a serviço de muitos governantes e exerceu um papel preponderante na deposição da dinastia Shang. Já no fim de sua vida adquiriu o seu próprio estado feudal, tornando-se o primeiro duque de Qi.

## Vida
Nascido Lu Shang, ele era filho de um dos últimos membros do clã Lu e desse modo um descendente da antiga e decadente família aristocrática Jiang. Quase nada se sabe sobre a sua infância, mas ele provavelmente estava sozinho como representante de sua família por volta da meia-idade, tendo seu pai morrido. A maioria das histórias que mencionam Lu Shang são dramatizações ou mesmo obras fictícias, com apenas um grau reduzido e incerto de precisão histórica, de modo que pouco além da sua própria existência pode ser afirmado com exatidão.
Segundo contos posteriores propagados por obras literárias como o Fengshen Yanyi, Lu Shang foi casado por algum tempo com uma mulher comum (plebeia) e pretendia dar seguimento à sua linhagem ameaçada por meio dela. Mas o casal não tinha uma boa relação e apenas uma filha, Yijiang, foi gerada. Sabe-se concretamente que Lu Shang passou por muitos empregos provisórios, sem muito sucesso, até finalmente se assentar em um trabalho promissor na corte do rei Zhou da dinastia Shang, onde trabalhou por alguns anos como um oficial de baixo escalão. Novamente segundo as lendas posteriores, ele foi designado como um oficial encarregado das obras públicas, pois tinha conhecimentos de arquitetura e de engenharia. Nesse trabalho ele teria sido incumbido de construir Lutai, a grande torre de mármore e jade do rei Zhou, mas protestou contra tamanho desperdício de recursos públicos e por essa razão foi condenado à morte pelo tirânico rei. Outras versões contam apenas que ele se sentiu inconformado com a decadência moral da dinastia Shang e decidiu se aposentar. Em qualquer caso, ele recorreu ao exílio nas terras do oeste com sua família, terminando por fixar uma pequena residência numa margem do rio Pan, dentro dos limites do estado de Zhou. Sua esposa finalmente perdeu as esperanças no seu casamento e o abandonou. Não se sabe qualquer informação sobre Yijiang nesses acontecimentos, mas ela provavelmente não deixou o rio Pan com sua mãe, pois estava com seu pai em eventos posteriores.
A lenda mais famosa sobre Lu Shang, propagada há mais de dois mil anos por diversas fontes, conta que após ser abandonado pela esposa ele se sentiu desolado e se sentou sobre uma pedra na margem do rio para pescar. Ele segurou uma vara de pesca ligada a um anzol reto como um prego e sem nenhum tipo de isca, e ainda manteve o anzol suspenso dois palmos sobre a água. Todos os dias desde então ele se dirigiu ao mesmo local para pescar utilizando esse mesmo método, e passaram-se muitos anos. Ele pretendia com isso chamar a atenção dos viajantes que passavam por ali, de modo que seu nome fosse comentado na cidade e chegasse aos ouvidos de Ji Chang, o conde Wen de Zhou, para assim ter uma chance de conversar com ele e oferecer os seus serviços. A pescaria demorou muitos anos pois logo em seguida Ji Chang foi preso por ordens do rei Zhou e mantido em cárcere na cidade de Youli durante sete anos, sob falsas acusações de traição. Quando Ji Chang finalmente foi libertado após oferecer tributos ao rei, ele logo ouviu os boatos sobre o pescador misterioso, que eram comentados por todas as pessoas no estado de Zhou. Muito intrigado pelas histórias contadas pelos viajantes, Ji Chang decidiu enviar um guarda palaciano para buscar o pescador até a cidade. Lu Shang, porém, ignorou o guarda quando este veio interpelá-lo, e apenas murmurou para si: "Nada de peixes. Até agora só vieram camarões irritantes". No dia seguinte, Ji Chang enviou um ministro do seu gabinete para falar com Lu Shang, mas este novamente o ignorou, resmungando: "O peixe grande ainda não veio. O peixe pequeno só traz prejuízo". Finalmente, no dia seguinte Ji Chang não se aguentou de curiosidade e saiu para ver Lu Shang pessoalmente. Assim ele conheceu a sua história, a sua origem familiar, as suas credenciais invejáveis e o seu objetivo de punir o rei Zhou da dinastia Shang. Os dois homens rapidamente angariaram amizade e se aliaram. Com setenta e dois anos de idade, Lu Shang foi recrutado como general, e mais tarde como primeiro-ministro do estado de Zhou.
Yijiang, a filha de Lu Shang, casou-se com Ji Fa, o segundo filho de Ji Chang. Lu Shang auxiliou Ji Chang em suas campanhas militares, conquistando muitos estados e colocando a dinastia Shang sob ameaça. Quando Ji Chang morreu, Ji Fa assumiu sua posição e se declarou rei. Foi por volta dessa época que Lu Shang passou a ser chamado de Shangfu (lit. Pai Shang), por iniciativa de Ji Fa, que o considerava um segundo pai. Ele continuou a pressionar a dinastia Shang, e após quatro anos terminou a sua investida na Batalha de Muye, culminando com o suicídio do rei Zhou e a fundação da dinastia Zhou. Lu Shang continuou servindo ao novo rei por três anos, quando este morreu. Então o neto de Lu Shang, Ji Song, assumiu o trono como rei Cheng de Zhou. Após suprimir uma rebelião de alguns de seus tios, o novo rei presenteou Lu Shang com um domínio próprio no estado de Qi, onde se assentou como duque aos oitenta e oito anos de idade e viveu o restante de seus dias. A maioria das histórias narra que ele ultrapassou a barreira dos cem anos de idade. Eventualmente ele foi sucedido por seu filho Lu Ji, cujo nascimento se deu em circunstâncias incertas. Ele não aparece nas histórias em nenhum outro momento.